# ماریو زورزان
ماریو زورزان (انگلیسی: Mario Zorzan; ۱۵ فوریهٔ ۱۹۱۲ – ۲۸ ژانویهٔ ۱۹۷۳) بازیکن فوتبال اهل ایتالیا بود.
از باشگاه‌هایی که در آن بازی کرده‌است می‌توان به باشگاه فوتبال آ.ث. میلان و باشگاه فوتبال ویچنزا اشاره کرد.